# Michael Steele (zenész)
Michael Steele (Micki Steele, születési nevén Susan Nancy Thomas) (Pasadena, Kalifornia, 1955. június 2. –) amerikai zenész, gitáros-basszusgitáros, dalszerző és énekesnő. A The Runaways lánybandával kezdte pályáját, melynek csúcsára a szintén kizárólag női zenészekből álló The Bangles-szel ért fel.

## Pályája
Zenészi pályáját Micki Steele néven kezdte a tizenéves lányokból szerveződött The Runaways együttesben, amely az egyik legelső, kizárólag lányokból álló rockzenekar volt. Az együttesnek csak rövid ideig maradt a tagja, 1975 végén kilépett, néhány hónappal az első albumuk felvétele előtt. Még a kilépése előtti időszakban készült el az együttes néhány olyan felvétele, amelyen ő basszusgitározott és többnyire ő volt a számok szólóénekese is, ezek a dalok közel húsz évvel később, 1993-ban jelentek meg albumban, a Born to Be Bad című lemezen. Kilépésének okait többen többféleképpen interpretálták, ő maga azt állította, hogy kirúgta az együttes menedzsere, Kim Fowley, mert visszautasította a szexuális ajánlatait és leszólta az együttes debütáló dalát, a Cherry Bombot.
Steele 1976 és 1983 között számos Los Angeles-i zenekarban játszott (Elton Duck 1979–80, Slow Children 1979,  Toni and the Movers 1980–81, Nadia Kapiche 1981), és egy viszonylag rövid ideig az avant-garde rockot játszó Snakefingerben is basszusgitározott. Mivel sok figyelmet fordított a zenei technikájára és mert viszonylag gyakran játszott élőben, ezekben az években népszerű, keresett basszusgitárossá vált, akinek a dallamos stílus és a hangszínekben gazdag játék volt a jellemzője, példaképei olyan zenészek voltak, mint Paul McCartney, John Entwistle, Colin Moulding vagy Carol Kaye.

### The Bangles
1983 derekán kapcsolódott be az akkor még szinte ismeretlennek számító The Bangles lányzenekarba, ahol Annette Zilinskast váltotta. A következő évben jelent meg az együttes debütáló albuma, az All Over the Place, amelyen még nem szerepelt saját szerzeménye (ez volt az egyetlen Bangles-album Steele-dal nélkül), ezen a lemezen a legjelentősebb önálló produkciója a Tell Me című számban előadott basszusszólója volt.
Az 1986-ban kiadott következő, Different Light című album megvalósításában már jóval több szerephez jutott: amellett, hogy az összes dalban – köztük a világslágerré vált Manic Monday és a Walk Like An Egyptian című számokban – ő játszotta a basszusszólamot, két számnak (September Gurls, Following) a szólóénekese, ez utóbbi, befelé forduló és ezáltal a lemez többi, felszínesebb dalai közül kilógó balladának szerzője is volt. A Rolling Stone magazin külön méltatta is ezt a számot az album megjelenése után, kiemelkedő dalnak nevezve azt, és egy olyan, komor szerzeménynek, amely új távlatokat tűz ki a zenekar számára az új jazz és a népzene irányába. Steele volt a szólóénekes a Walk Like An Egyptian második versszakában is.
A Bangles szétválása előtti utolsó, harmadik albuma, az Everything 1988-ban jelent meg, ezen Steele már három számot jegyzett szerzőként (Complicated Girl, Something To Believe In, Glitter Years), így dalszerzői minőségében ő szerepelt legtöbbet a lemezen. Két további dala, amit a lemez előkészítésének időszakában írt, nem került rá az albumra, ezek egyike (Between The Two) később, a 2003-as kiadású Doll Revolution lemezre kerülhetett fel, a másik (Happy Man Today) pedig ugyan számos alkalommal elhangzott élőben az együttes 1987-es turnéján, de kiadatlan maradt. Bár a lemezre írott szerzeményei közül egyik sem került fel kislemezre, az albumot illető kritikák közül több is a lemez legjobb számai között emlegette őket.

### Az 1990-es években
A Bangles szétválása után Steele kezdetben a szólókarrier felé kacsingatott és azt tervezte, hogy saját magának ír dalokat, de nem tudni, hogy e téren meddig jutott, mert a tervezett szerződését felbontották. Ennek ellenére zeneileg aktív maradt, néhány számot felvett egy kiadatlanul maradt szólóalbum céljaira és több zenekarban is szerepet vállalt, mint énekes és ritmusgitáros.

### Doll Revolution
Az évtized végére a Bangles-tagok megegyeztek abban, hogy hivatalosan újraegyesülnek; közülük Steele volt az utolsó, aki vállalta a csatlakozást, abban a reményben, hogy új dalok készítésére fognak összpontosítani, és nem a régi sikereik fényében próbálnak tündökölni. A következő években fel is vettek egy 15 számot tartalmazó albumot, amely 2003-ban jelent meg Doll Revolution címmel, rajta ismét három Steele-szerzeménnyel (Nickel Romeo, Between The Two, Song for a Good Son). Dalait egyaránt érték kedvező és elmarasztaló kritikák is, többek között az album többi részétől jelentős mértékben eltérő megszólalásuk és hangulatuk miatt. Különböző családi okokból kifolyólag azonban az együttes nem tudta megszervezni az új albumot népszerűsítő turnét úgy, ahogy azt Steele szerette volna, ez vezetett ahhoz a feszültséghez, aminek végeredményét az együttes frontembere, Susanna Hoffs úgy értékelte, hogy Steele a turné felénél ott hagyta a zenekart. Az utolsó koncert, amin részt vett, még 2004 elején volt, távozását 2005 májusáig hivatalosan nem erősítették meg. Utóda a zenekarban Abby Travis lett, aki azonban 2008-ban maga is kilépett a Banglesből.

## Diszkográfia

### Albumok
| Kiadás éve | Együttes     | Cím                |
| ---------- | ------------ | ------------------ |
| 1976       | The Runaways | Born To Be Bad     |
| 1984       | The Bangles  | All Over the Place |
| 1986       | The Bangles  | Different Light    |
| 1988       | The Bangles  | Everything         |
| 1990       | The Bangles  | Greatest Hits      |
| 2003       | The Bangles  | Doll Revolution    |

## Fordítás
Ez a szócikk részben vagy egészben  a   Michael Steele (musician) című angol Wikipédia-szócikk fordításán alapul.  Az eredeti cikk szerkesztőit annak laptörténete sorolja fel. Ez a jelzés csupán a megfogalmazás eredetét és a szerzői jogokat jelzi, nem szolgál a cikkben szereplő információk forrásmegjelöléseként.